# Can't Put It in the Hands of Fate
Singles de Stevie Wonder
Faith
(2016)
Can't Put It in the Hands of Fate est une chanson aux sonorités funk de l'auteur-compositeur-interprète Stevie Wonder, en collaboration avec les rappeurs Busta Rhymes, Rapsody, Cordae et Chika (en), sortie en single en 2020.  
Ayant pour thème le racisme d'État, il s'agit de son premier titre à ne pas être publié chez Motown, marquant la fin de sa collaboration avec son label historique.

## Contexte
Présenté le 13 octobre 2020 lors d'une conférence de presse en ligne, il s'agit du premier single de Stevie Wonder depuis Faith en 2016. C'est aussi son premier single (hors titres extraits de bandes originales) à ne pas être publié par Motown, marquant ainsi la fin de sa collaboration avec le label. Wonder a maintenant créé son propre label, So What the Fuss Music, distribué par Republic Records, ces deux labels faisant partie du groupe Universal Music.
Parallèlement à Can't Put It in the Hands of Fate, Stevie Wonder présente également un autre single, Where Is Our Love Song qui voit la collaboration de Gary Clark Jr à la guitare et aux chœurs.  
Ces deux titres trouvent leur origine dans d'anciennes mélodies. Tous les bénéfices issus des ventes sont destinés à l'association Feeding America (en). 

### Thème
La qualifiant d'une réponse au racisme d'État, Wonder y parle également de thèmes périphériques tels que la violence policière et le mouvement Black Lives Matter. Wonder indique craindre la direction dans laquelle semble se diriger non pas uniquement la population noire ou les gens de couleur, mais toute la jeunesse. 
Busta Rhymes y fait explicitement référence à George Floyd et Breonna Taylor, ainsi qu'au courage de Colin Kaepernick,.

### Construction
La chanson est composée de 7 couplets répartis entre les 5 artistes, : Rapsody (1), Cordae (2), Stevie Wonder (3 & 4), Chika (en) (5), Busta Rhymes (6) et Stevie Wonder (7).

## Crédits
- Stevie Wonder : claviers, harmonica, voix
- Busta Rhymes : voix
- Chika (en) : voix
- Rapsody : voix
- Cordae : voix
- Nathan Watts : basse
- Stanley R. Randolph : batterie
- Munyungo Jackson : percussions
- Allison Semmes, Camille Grigsby, Cory Rooney, George Young, Kimberly Brewer, Phylicia Hill, Traci Nelson, Will Wheaton : chœurs